# PETN
펜타에리트리톨 테트라니트레이트(Pentaerythritol tetranitrate, PETN)는 가장 강력한 폭발물 중 하나이다. R.E 계수는 1.66이다.
PETN은 충격과 열에 매우 민감하며, 폭발속도는 초당 8,300~8,400m이다. 아세톤에 잘 용해되며, 141C에서 녹기 시작한다.

## 쓰임
PETN은 누구나 쉽게 알아볼 수 있다. PETN 50%와 TNT 50%를 혼합한 Pentolite가 있고 , RDX와 PETN을 혼합한 Semtex가 있다. 또 TNT보다 강력하여, 메인폭약으로 잘 쓰인다.

## 제조
제조는 간단하다. PETN은 펜타에리트리톨을 혼산(고농도의 질산과 고농도의 황산의)에 넣어서 합성한다.
C(CH2OH)4 + 4HNO3 → C(CH2ONO2)4 + 4H2O

## 특성
- CAS : 78-11-5
- 분자식 : C5H8N4O12
- 밀도 : 1.77g/cm3 (20C)
- 녹는점 : 141C (286F)
- 폭발속도 : 8400M/s
- RE계수 : 1.66
- 폭연점 : 190C

## 같이 보기
- 트라이나이트로톨루엔
- 테트릴
- RDX